# Big Bear City
Big Bear City (también, Big Bear) es un lugar designado por el censo (en inglés, census-designated place, CDP) ubicado en el condado de San Bernardino, California, Estados Unidos. Según el censo de 2020, tiene una población de 12 738 habitantes.

## Geografía
La localidad está ubicada en las coordenadas 34°15′15″N 116°47′47″O / 34.25417, -116.79639. Según la Oficina del Censo, tiene una superficie total de 82.96 km², de la cual 82.92 km² corresponden a tierra firme y 0.04 km² están cubiertos de agua.

## Demografía
Según el censo de 2000, en ese momento los ingresos medios de los hogares de la localidad eran de $35,615 y los ingresos medios de las familias eran de $42,995. Los hombres tenían ingresos medios por $33,994 frente a los $20,844 que percibían las mujeres. Los ingresos per cápita para la localidad eran de $19,301. Alrededor del 6.6% de la población estaba por debajo del umbral de pobreza.
De acuerdo con la estimación 2017-2021 de la Oficina del Censo, los ingresos medios de los hogares de la localidad son de $57,147. Los ingresos per cápita en los últimos doce meses, medidos en dólares de 2021, son de $29,017. Alrededor del 18.2% de la población está por debajo del umbral de pobreza.